# Casal Vasco
Casal Vasco es una freguesia portuguesa del concelho de Fornos de Algodres, con 6,44 km² de superficie y 269 habitantes (2001). Su densidad de población es de 41,8 hab/km². Incluye el lugar de Ramirão y la Quinta das Moitas.

## Fundación
Nadie sabe realmente cuando Casal Vasco fue fundada, pero la primera documentación de la aldea de la existencia de una lista de aldeas portugués de 1527. Desde entonces, Casal Vasco es un lugar donde la mayoría de las personas que dedicaron sus vidas a la agricultura.

## Variedades
También tiene una gran tradición de leyendas, teatro, juegos tradicionales, la gastronomía y la artesanía (piezas realizadas en madera y bordado).
El Municipio de Fornos de Algodres está a tan sólo 5 km de distancia. Tiene restaurantes, supermercados y bares.
Este es un lugar escondido en la parte izquierda de la montaña más grande de Portugal continental, Serra da Estrela (casi 2000 m).
El río Mondego pasa a 5 kilómetros. Las ciudades de Viseu y Guarda son sólo 35 kilómetros de Casal Vasco.